# 玉山女贞
玉山女贞（學名：Ligustrum morrisonense）为木犀科女贞属的植物，是台灣的特有植物。分布于台灣海拔1,000米至1,800米的地区，多生长于砾石山脊上，目前尚未由人工引种栽培。